# Claude Bodin
Pour les articles homonymes, voir Bodin.
Claude Bodin est un homme politique français né le 15 mai 1952 à Versailles (Yvelines). Il est membre de Les Républicains (ex UMP) et du mouvement de Valérie Pécresse Libres !.

## Parcours

### Parcours professionnel
Il commence sa carrière dans l'enseignement (1972-1977) dans différents lycées d'Île-de-France. 
Il effectue son service militaire au 5e Régiment d'Infanterie (contingent 75/08) caserné au camp de Frileuse (78). 
Avant de devenir attaché d’administration hospitalière durant 17 ans à l'Assistance-Publique - Hôpitaux de Paris. 
Puis, il est, de 1994 à 2007, directeur de cabinet de Francis Delattre, député-maire de Franconville (Val-d'Oise).

### Parcours politique
En 1981, il crée l'Association de Sauvegarde des Espaces Verts de Franconville (La Sève) (loi de 1901) qui a pour objet, comme sa dénomination l'indique, la protection et le développement des parcs, jardins et bois municipaux.
En 1982, simple militant, il rejoint l'équipe de Francis Delattre (UDF) pour la reconquête de la Mairie de Franconville (Val-d'Oise) aux élections municipales de mars 1983.
Responsable (1984) des Comités d'Action Républicaine (CAR) de Bruno Megret, pour le Val-d'Oise, il est, lors des élections régionales de 1986, candidat à ce titre, sur la liste du Front National de Jean Marie Le Pen pour le Val d'Oise. 
Il quitte les CAR pour le Centre National des Indépendants (CNI) dirigé par Yvon Briant, député du Val-d'Oise, dont il est collaborateur parlementaire, au lendemain des élections législatives et régionales de 1986.   
Nommé, par Gérard Longuet en 1991, secrétaire fédéral Val d'Oise, du Parti républicain, (qui change de nom et devient Démocratie libérale en 1997), il rejoint l'UMP à sa création en 2002 et est nommé secrétaire départemental du Val d'Oise par Alain Juppé (alors président de l'UMP), puis renouvelé dans cette fonction successivement par Nicolas Sarkozy et Jean-François Copé et à nouveau par Nicolas Sarkozy, le président de Les Républicains, fonction dont il démissionne le 1er octobre 2017.  
Claude Bodin est élu député le 17 juin 2007, pour la XIIIe législature (2007-2012), dans la 4e circonscription du Val-d'Oise en battant, au deuxième tour, le candidat du Parti socialiste avec 54,94 % des suffrages. Il succède ainsi à Francis Delattre (UMP) qui ne se représentait pas.
En 2010, il rejoint le Collectif parlementaire de la Droite populaire, qui a pour objectif de veiller au respect des engagements pris, par la majorité présidentielle, devant les électeurs durant les campagnes présidentielles et législatives de 2007.
En 2011, il devient Secrétaire national de l'UMP et entre au Bureau politique jusqu'en juin 2014.
Membre de la commission des Lois de l'Assemblée nationale, en 2012, il est l'auteur d'une proposition de loi qui sera adoptée à l'unanimité des deux Chambres, refondant la législation sur les armes à feu. 
Conseiller régional d'Île-de-France depuis 2003, il est membre de la commission des lycées (2003-2010), de l'Enseignement supérieur et de la recherche (2010-2015) et vice-président du groupe UMP (2010-2015) et membre de la Commission Permanente de la Région de mai à décembre 2015.
Il est nommé chevalier de la Légion d'honneur par le président de la République Jacques Chirac le 14 juillet 2006.
En mars 2008, il est tête de liste aux élections municipales dans la ville d'Eaubonne perdue par la droite en 2001. Sa liste, soutenue par l'UMP et le Nouveau Centre obtient 32,61 % des voix au premier tour dans un contexte difficile de division et de dissidence. Claude Bodin réussit cependant à faire l'union des listes de droite et du centre au second tour mais n'obtient que 47,68 % des voix.
Claude Bodin se présente à sa propre succession en juin 2012, mais est battu de 204 voix (49,75 %) par Gérard Sebaoun.
En avril 2014, il édite un recueil de Chroniques d'un grognard de Nicolas Sarkozy  2007-2012 " dans lequel il revient sur les cinq années de la présidence de Nicolas Sarkozy et sur son action à l'Assemblée nationale.
Le 26 novembre 2016, il annonce qu'il sera candidat aux élections législatives des 11 et 18 juin 2017. Il est battu au second tour par Naïma Moutchou, la candidate de La République en marche, qui obtient 59,4 % des suffrages.

## Anciens mandats
- Député du Val d'Oise (4e circonscription) de juin 2007 à juin 2012
- Conseiller régional :
  - 1er avril 2003 - 28 mars 2004 : conseiller régional d'Île-de-France
  - 28 mars 2004 - 14 mars 2010 : conseiller régional d'Île-de-France
  - 14 mars 2010 - 13 décembre 2015 : conseiller régional d'Île-de-France
  - 14 décembre 2015 - 01 juillet 2021 : conseiller régional d'Île-de-France
- 1er Vice-président de la Communauté d'agglomération du Parisis (95) chargé des finances du 29 avril 2014 au 31 décembre 2015
- Adjoint au maire de Franconville du 4 avril 2014[7], jusqu'à sa démission en septembre 2017 . Il reste conseiller municipal jusqu'en juin 2020.

### Sources
- Le Monde des 12 et 19 juin 2007
- Résultat des élections municipales de mars 2008